# Санс, Фернандо
Фернандо Санс Дуран (исп. Fernando Sanz Durán; род. 4 января 1974, Мадрид) — испанский футболист, защитник. Известен по выступлениям за «Малагу» и «Реал Мадрид». Победитель Лиги чемпионов УЕФА 1997/98, сын бывшего президента «Реала» Лоренсо Санса.

## Клубная карьера

### «Реал» Мадрид
Фернандо родился в Мадриде и является воспитанником футбольной академии «Реала». В 1993 году он был отдан в краткосрочную аренду в чилийский клуб «Унион Эспаньола». 2 марта 1996 года в матче против «Саламанки» дебютировал в Ла Лиге. В следующем сезоне он провёл 13 матчей и выиграл Лигу Чемпионов в составе столичного клуба. Несмотря на то, что в то время его отец был президентом клуба, Фернандо не удавалось закрепиться в основном составе клуба. За три сезона он принял участие в 35 встречах.

### «Малага»
В начале сезона 1999/00 Санс подписал контракт с «Малагой». 8 сентября 2001 года забил свой первый гол за новый клуб и на профессиональном уровне. В 2002 году Фернандо вместе с «Малагой» выиграл Кубок Интертото и дошёл до 1/4 Кубка УЕФА, приняв участие во всех матчах турнира.
Летом 2006 года Санс принял решение завершить профессиональную карьеру. За «Малагу» он сыграл более 250 матчей во всех турнирах и забил 4 гола. Сразу после окончания футбольной карьеры он стал президентом клуба, после того, как отец купил 97 % акций. 27 июля 2010 года Санс продал клуб катарскому шейху Абдулле бин Насер Аль-Тхани.

## Достижения
Командные
«Реал»
- Лига чемпионов УЕФА — 1997/98
- Чемпионат Испании по футболу — 1996/97
- Обладатель Межконтинентальногокубка — 1998

«Малага»
- Обладатель Кубка Интертото — 2002